# Elina Gianoli
Elina Gianoli (Viña del Mar, 1 de febrero de 1941–Buenos Aires, 14 de noviembre del 2021) fue una educadora y filántropa argentina, una de las primeras mujeres del Opus Dei en Sudamérica. A lo largo de su vida realizó una importante labor filantrópica a instituciones y fundaciones dedicadas a la promoción de la educación, la cultura y la evangelización.

## Biografía
Elina nació en la ciudad chilena de Viña del Mar en 1941. Su familia procedía de Uruguay, pero se trasladaron a Chile cuando su padre, Cirilo Gianoli, fue nombrado  cónsul en ese país. Era la menor de cinco hermanos: Carmen, Sergio, María Luisa y Beatriz. 
Elina Gianoli tenía cinco años de edad cuando su padre fallece y la familia decide trasladarse a Uruguay donde vivió su infancia y juventud. Allí conoció el Opus Dei y el 2 de octubre de 1960 pidió la admisión en esta institución de la Iglesia Católica. Fue una de las primeras mujeres del Opus Dei en Sudamérica, vivió su vocación de servicio en la Iglesia y la sociedad durante 61 años.
A los veinticuatro años viajó a Roma donde se graduó como licenciada en Ciencias de la Educación. Años más tarde regresó a Argentina y desde entonces se dedicó a impulsar iniciativas pastorales y sociales vinculadas a la promoción de la educación y el desarrollo humano. En 1971 se trasladó a la ciudad de  Rosario (provincia de Santa Fe), donde impulsó y acompañó la puesta en marcha de dos instituciones educativas y se dedicó profesionalmente a la gestión de servicios de una residencia de estudiantes. Vivió unos años en la ciudad de Mendoza donde se destacó por su compromiso con las familias y por su disposición para ayudar. A finales de la década de 1990 regresó a Buenos Aires donde vivió hasta su fallecimiento. 
La familia Gianoli llegó a ser dueña de una fortuna en Chile a partir de las inversiones en la industria minera y metalúrgica que realizó Cirilo Gianoli en la empresa Carbomet, fundada por su hermano Antonio y que actualmente es propiedad del Grupo Molymet. Tras la muerte de su madre, Elina se involucró junto a sus hermanos en la administración de la herencia que había recibido. Gracias a una buena administración y al asesoramiento de profesionales de su confianza, lograron hacer crecer esa fortuna.
Elina se destacó por su vocación de hacer y ayudar, y, como no tenía hijos, procuró siempre dar un sentido social a sus bienes. Así lo señalan sus amigas, compañeras y conocidas quienes subrayan también que fue una mujer austera, de espíritu libre y alegre. También se encuentran testimonios de quienes señalan que Elina las impulsó a alcanzar metas altas en la vida siempre con mirada sobrenatural. En vida realizó una importante labor de filantropía con el fin de contribuir a mejorar el mundo desde la cultura, la educación y la evangelización. Realizó numerosas donaciones a instituciones, algunas de ellas han sido: Cáritas Chile, Fundación chilena de cultura, Universidad Austral, Universidad de los Andes, y la Pontificia Universidad de la Santa Cruz, donde contribuyó a la creación de una cátedra en la facultad de Comunicación, con el objetivo de apoyar al Proyecto Familia & Media, el think tank internacional que analiza la relación entre familia, medios y sociedad.
Acompañada por sus amigas y familiares, Elina Gianoli falleció en el Hospital Universitario Austral unos meses antes de cumplir 81 años de edad, como consecuencia de un cáncer terminal contra el que luchó desde que se lo diagnosticaron en el 2009. Algunos de sus sobrinos -que disputan parte de la herencia familiar- han sembrado sospechas sobre su fallecimiento, poniendo en duda la rectitud de las personas que la han cuidado y acompañado a lo largo de su padecimiento por la enfermedad, y realizando acusaciones graves contra el Opus Dei. La institución ha respondido públicamente dando su visión sobre la controversia.

### Vocación
Elina Gianoli ha dejado huella de su vocación de servicio a los demás, a lo largo de toda su vida. En un video testimonial realizado en 2021, publicado por Family and Media, un think tank internacional que analiza la relación entre familia, medios de comunicación y sociedad, expresó el significado de lo que para ella fue siempre su misión en el mundo: 

«Ayudar al hermano necesitado. Pueden ser necesidades económicas, pueden ser necesidades afectivas, espirituales… hay distintos tipos de necesidades. Eso me parece que es importante: ayudar. Creo que en mi vida he sido ayudadora, en todo lo que he podido y creo que eso da una gran felicidad en la tierra, porque da una gran plenitud. (...) Mi dinero es un instrumento para la mejora del mundo. Es verdad que soy un poco soñadora, pero yo sueño con mi dinero poder ayudar a cambiar el mundo, y eso a mí me llena de alegría porque pienso que es real, que se puede cambiar, si damos cultura se puede cambiar. En sencillo: es sembrar paz y alegría. Eso se puede"

## Enlaces
Sitio web sobre Elina Gianoli